# Mycetophila illita
Mycetophila illita är en tvåvingeart som beskrevs av Freeman 1951. Mycetophila illita ingår i släktet Mycetophila och familjen svampmyggor. Inga underarter finns listade i Catalogue of Life.